# Denis Markaj
Denis Markaj (Gjakova, Kosovo; 20 de febrero de 1991) es un futbolista kosovar nacionalizado suizo. Juega como defensor y actualmente se encuentra en el FC Rapperswil-Jona.

## Selección
Ha sido internacional con la Selección de fútbol de Kosovo en 2 ocasiones sin anotar goles.

## Clubes
| Club                | País  | Año           |
| ------------------- | ----- | ------------- |
| FC Baden            | Suiza | 2007 - 2012   |
| FC Chiasso (Cedido) | Suiza | 2012          |
| AC Bellinzona       | Suiza | 2012 - 2013   |
| FC Lugano           | Suiza | 2013 - 2015   |
| FC Aarau            | Suiza | 2015 - 2017   |
| FC Lugano (Cedido)  | Suiza | 2015-2016     |
| FC Le Mont (Cedido) | Suiza | 2016          |
| FC Winterthur       | Suiza | 2017-2019     |
| FC Rapperswil-Jona  | Suiza | 2019-presente |